# Eustoquio de Ávila
Eustoquio o Eustocio fue un religioso hispanovisigodo, obispo de Ávila, aproximadamente entre 642 y 650, sucesor de Teodoigio. Aparece documentado claramente en 646.
Según Enrique Flórez, antiguamente fue omitido por error por el obispo de Oretania, Mauricio; por ejemplo, este error está presente en la obra del cronista Gil González Dávila. Sin embargo, Eustoquio aparece documentado en 646 en el VII Concilio de Toledo. El error parece responder a una omisión accidental de datos de un obispo y de una sede diocesana en algunos documentos de los concilios. Las fuentes que consulta de Flórez, sin embargo, mencionan a Mauricio en la sede oretana y a Eustoquio en la abulense, tras doce sufragáneos y trece obispos, lo que demuestra su antigüedad en el cargo. Habiéndose celebrado el VII Concilio de Toledo del año 646, y por su situación entre el orden de firmantes, su consagración hubiera podido producirse en 642. Firmó como Eustochius in Christi nomine Sanctae Ecclesiae Abelensis Episcopus, haec Statuta definiens subscripsi. Se mantuvo en la sede quizás hasta el año 650. Le sucedió Amanungo.